# S.I.R. John Winston Ono Lennon
S.I.R. John Winston Ono Lennon, è un album bootleg di prova, inciso prima di un concerto dal musicista inglese John Lennon e da sua moglie Yōko Ono, e registrato in studio alla fine dell'agosto 1972.
Avrebbe poi fatto seguito uno spettacolo al Madison Square Garden con la banda Elephant's Memory, come parte di due suoi concerti di beneficenza chiamati "One to One", poco più di una settimana dopo queste registrazioni.

## Registrazione
L'album venne prodotto da Phil Spector e registrato quasi interamente tra il 21 e il 22 agosto 1972 presso gli Studio Instrument Rentals (SIR Studios) di Manhattan, New York, studi fondati nello stesso anno. Il nome del disco è un evidente gioco di parole tra lo studio ed il titolo onorifico britannico di "Sir", già assegnato a John Lennon.
Le uniche eccezioni sono Honey Hush e Jam session di Yoko Ono, registrate il 18 agosto 1972 presso lo Studio Butterfly ed il 20-22 agosto 1972 presso il teatro Fillmore East, entrambi a New York.
Come di consueto, per questo tipo di registrazioni non ufficiali, l'audio del nastro originale non è ottimale, ed è uno dei motivi principali per cui non ha visto la luce in quel momento. Le prove vennero pubblicate solo nel 1995 sul CD dall'etichetta italiana Moonlight Records, che ne ha acquisito i diritti per utilizzare le registrazioni.
Insieme a A Toot and a Snore in '74, questo è uno dei bootleg di John Lennon più conosciuti.

## Contesto
Le prove sono state registrate in un momento in cui la carriera di John Lennon subì una svolta radicale, dopo il periodo da attivista politico.
Il cambio di stile musicale è coinciso sia con il fallimento commerciale del suo controverso album, Some Time in New York City, uscito solo due mesi prima, sia con i numerosi eventi geo-politici che scossero il mondo nel 1972. C'era la volontà dichiarata dall'artista di tornare al rock and roll che rappresentava le sue radici. Dopo quasi due anni di tentativi, il progetto prese forma nel 1975 con la pubblicazione dell'album Rock 'n' Roll, in cui era inclusa una versione di Ain't That a Shame, del 1972.
Non è chiaro se queste registrazioni siano state effettuate apposta per il concerto del 30 agosto 1972 al Madison Square Garden  dato che sono poche le canzoni eseguite durante lo show: solo Come Together e Hound Dog.
Questo CD è costituito principalmente da brani classici di rock and roll, e, l'unico brano originale composto da Lennon è Come Together. Le canzoni accreditate a Yoko Ono sono improvvisazioni blues rock. We're All Water è una delle canzoni di Yoko Ono incluse in Some Time in New York City.
Il montaggio ha eliminato buona parte del dialogo tra John e la band, ponendo maggiore attenzione all'interpretazione delle canzoni.

## Importanza storica
Nonostante la scarsa qualità del suono, non c'è dubbio che si tratta di una delle rare occasioni in cui è possibile ascoltare John Lennon "live in studio", durante la sua carriera solista. Quasi tutte queste canzoni non sono mai state suonate dal vivo, e registrate unicamente in questo studio.

## Tracce
1. Roll Over Beethoven – 2:30 (Chuck Berry)
2. Honey Don't – 3:05 (Carl Perkins)
3. Ain't That a Shame – 2:34 (Fats Domino/Dave Bartholomew))
4. My Babe/Not Fade Away – 2:30
5. Send Me Some Lovin – 2:49 (Richard Penniman)
6. Yoko Jam – 2:21 (Yoko Ono)
7. Whole Lotta Shakin' Goin' On/It'll Be Me – 5:29
8. Honey Hush – 2:13 (Big Joe Turner)
9. Don't Be Cruel/Hound Dog – 4:27
10. Caribbean – 3:09 (Mitchell Torok)
11. Honky Tonk – 3:11 (Bill Doggett)
12. Mind Train – 8:07 (Ono)
13. Come Together – 7:00 (Lennon/McCartney)
14. We're All Water – 11:04 (Ono)

## Formazione
- John Lennon - chitarre, voce
- Yoko Ono - batteria, voce
- Jim Keltner - batteria, percussioni

Elephant's Memory
- Stan Bronstein - flauto, sassofono
- Wayne "Tex" Gabriel - chitarra
- Richard Frank Jr. - batteria, percussioni
- Adam Ippolito - tastiere, pianoforte
- Gary Van Scyoc - basso